# ペトラ・スタント
ペトラ・スタント（Petra Stunt、1988年12月 - ）は、イギリスのモデル、ファッションデザイナー。ロンドン出身。
父は実業家のバーニー・エクレストン、母はモデルのスラヴィカ・エクレストン、姉もモデルのタマラ・エクレストン。夫で実業家のジェームズ・スタントとは2011年に結婚。2013年には第一子を出産。娘の名前はラビニア。